# Список кардиналов, возведённых папой римским Климентом IX

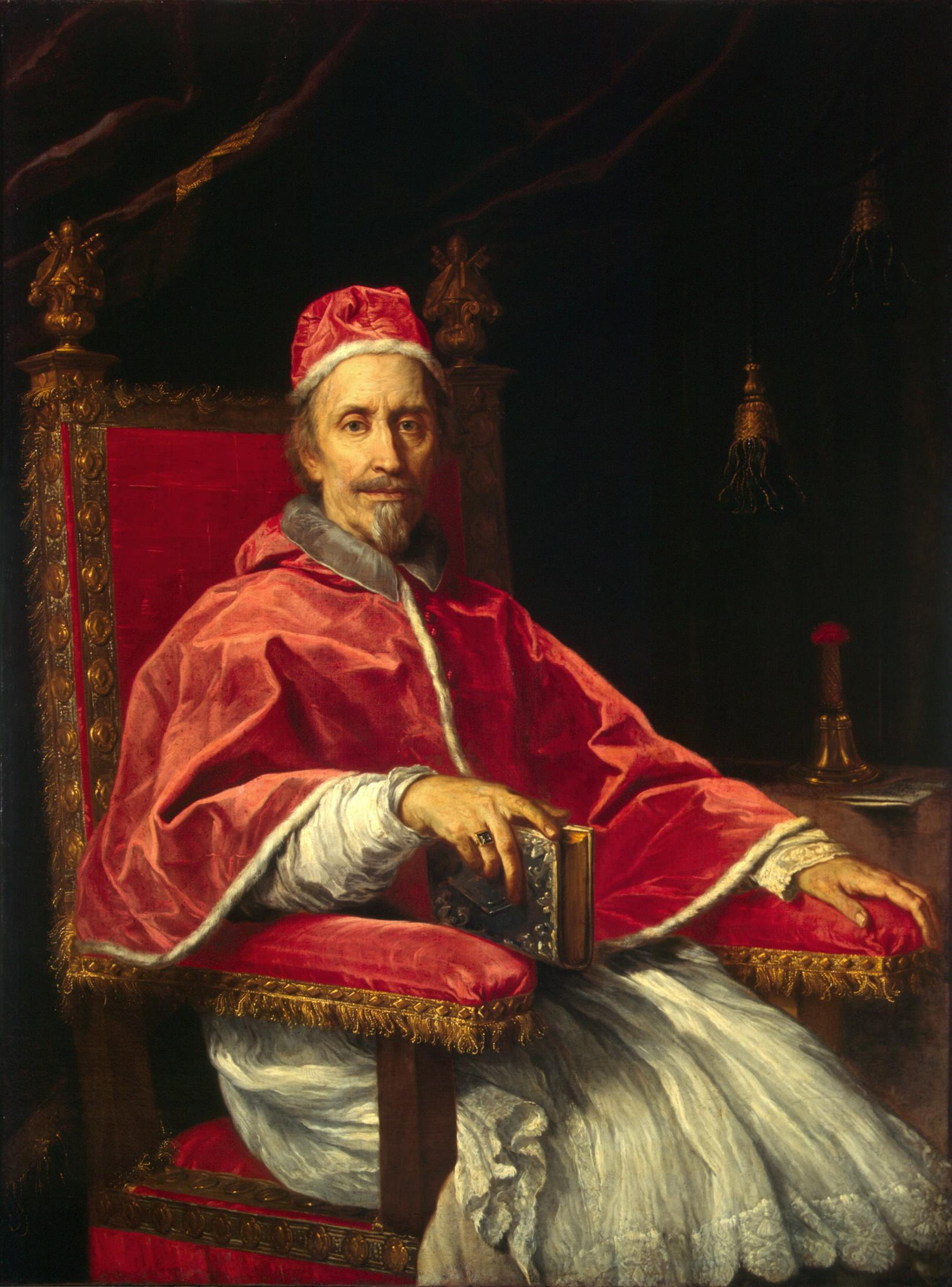
Папа Климент IX

Кардиналы, возведённые Папой римским Климентом IX — 12 прелатов и клириков были возведены в сан кардинала на трёх Консисториях за два с половиной года понтификата Климента IX.
Самой крупной консисторией была Консистория от 29 ноября 1669 года, на которой было возведено семь кардиналов.

## Консистория от 12 декабря 1667 года
- Джакомо Роспильози, апостольский протонотарий, племянник Его Святейшества (Папская область);
- Леопольдо Медичи (Великое герцогство Тосканское);
- Сиджизмондо Киджи, Великий приор Мальтийского ордена в Риме (Папская область).

## Консистория от 5 августа 1669 года
- Эммануэль-Теодоз де ла Тур д’Овернь де Буйон (Франция);
- Луис Мануэль Фернандес де Портокарреро, декан соборного капитула Толедо, (Испания).

## Консистория от 29 ноября 1669 года
- Франческо Нерли старший, архиепископ Флоренции (Великое герцогство Тосканское);
- Эмилио Бонавентура Альтьери, бывший епископ Камерино, префект Папского Дома (Папская область);
- Карло Черри, декан Трибунала Священной Римской Роты (Папская область);
- Ладзаро Паллавичино (Папская область);
- Джованни Бона, O.Cist., аббат (Папская область);
- Никколо Аччайоли, генеральный аудитор Апостольской Палаты (Папская область);
- Буонаккорсо Буонаккорси, генеральный казначей Апостольской Палаты (Папская область).